# غاري هولت (لاعب هوكي الجليد)
غاري هولت هو لاعب هوكي الجليد كندي، ولد في 1952 في سارنيا في كندا.

## وصلات خارجية
- غاري هولت على موقع دوري الهوكي الوطني (الإنجليزية)
- غاري هولت على موقع قاعة مشاهير الهوكي (لاعب أن.إتش.أل) (الإنجليزية)
- غاري هولت على موقع EliteProspects.com (الإنجليزية)
- غاري هولت على موقع HockeyDB.com (الإنجليزية)
- غاري هولت على موقع Hockey-Reference.com (الإنجليزية)